# CRC Pozuelo Rugby
El Club de Rugby CRC Pozuelo, es un club de rugby español con sede en Pozuelo de Alarcón (Madrid). Actualmente, su primer equipo masculino milita en la División de Honor Élite. 
Juega sus partidos en el Complejo Deportivo Valle de las Cañas de Pozuelo de Alarcón. La marca Deinde Sport suministra material al equipo que juega de azul, amarillo y blanco como uniforme local.
El club fue fundado en 2002, aunque tiene su origen en la sección de rugby del Real Canoe Natación Club, creada en 1963. La Federación Española de Rugby reconoce el Club de Rugby CRC como heredero del equipo sénior del Canoe a efectos de historial y palmarés.
En 2009, el CRC Pozuelo entró a formar parte de la franquicia de los Gatos de Madrid de la extinta Liga Superibérica.

## Historia

### Sección de rugby del Canoe Natación Club (1963-2002)

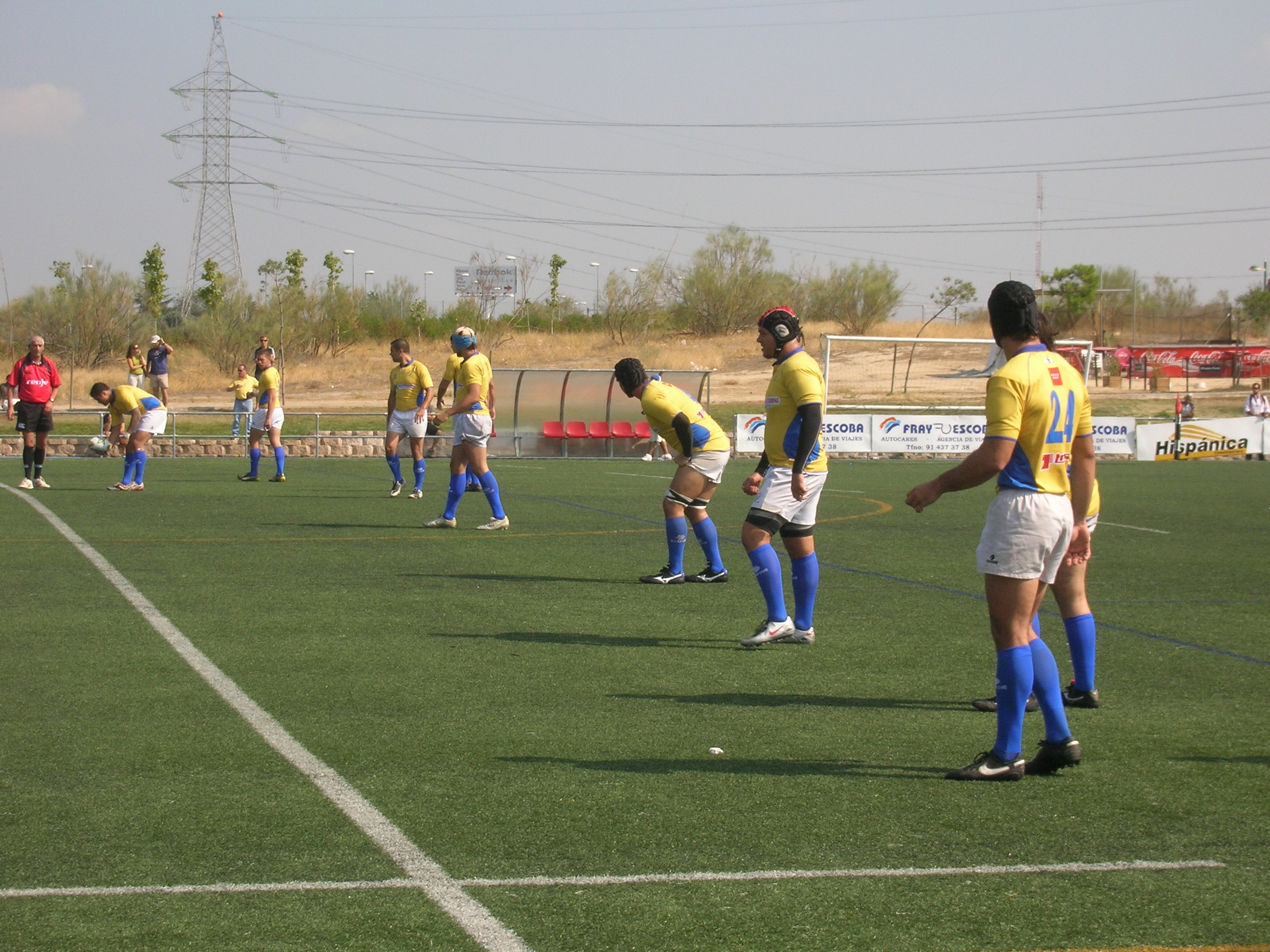
CRC Madrid durante un partido.

Pese a los múltiples cambios de nombre por diferentes motivos a lo largo de su historia, el CRC Madrid nace en 1963 como una sección de rugby del actual Real Canoe Natación Club, siendo la primera denominación la del propio club deportivo. El club madrileño de natación, uno de los más antiguos de España desde que se fundase en 1930 con el nombre de Canoe Club, pronto inició un carácter polideportivo que ha perdurado hasta la actualidad, consolidándose como uno de los clubes deportivos más relevantes del deporte de la capital y que le ha permitido ser uno de los clubes españoles que más deportistas olímpicos ha aportado a las diferentes secciones de la selección española.

#### Primera época dorada
Es en el año 1963 cuando nace la sección de rugby del club, bajo la denominación de Canoe Natación Club, y con apenas un año de vida el club conquista su primer título oficial, la Copa del Generalísimo, actual Copa del Rey, tras imponerse en la final del 12 de abril de 1964 a la Unión Deportiva Samboyana por 3-0 en el Estadio Ruiz de Alda de Pamplona merced a un tanto en la primera parte.
El título les dio derecho a disputar la primera competición internacional de su historia, la Copa Ibérica, en lo que significaría el inicio de la primera época dorada del club, en la que se consagraría como el mejor equipo de rugby de Madrid recogiendo el testigo dejado por la desaparición de los grandes dominadores del rugby de la capital, la Sección de Rugby del Real Madrid Club de Fútbol y el Rugby Atlético de Madrid, así como el S. E. U. de Madrid, y superando a otros clubes más históricos de dicho deporte como el Club Deportivo Arquitectura y el Colegio Mayor Cisneros Madrid.

### Del Canoe al UCM
Debido a las dificultades económicas, en 1999 el Real Canoe llegó a un acuerdo de vinculación con la Universidad Complutense de Madrid (UCM). El primer equipo pasó a denominarse UCM Canoe, adoptó el color granate en la equipación e instaló su feudo en el Campo Central de la Ciudad Universitaria. Esta unión dio rápido sus frutos y la temporada 1999-2000 el Complutense Canoe conquistó el título de liga, tras 27 años de sequía. 
La temporada 2000-01 el UCM Canoe siguió reverdeciendo laureles y ganó la Copa Ibérica, 33 años después su último título internacional. Reforzado con el internacional de Fiyi Sireli Bobo, culminó la temporada conquistando la Copa del Rey.

#### El nacimiento del Club de Rugby UCM
En 2002 la Complutense, el Real Canoe y el Liceo Francés (club que también mantenía un acuerdo de colaboración con la universidad) acordaron unirse para crear un equipo madrileño que fuese económica y deportivamente potente, para competir a nivel nacional e internacional con los clubes profesionales. El resultado fue la fundación del Club de Rugby UCM, que quedó integrado en la estructura deportiva de la Universidad Complutense. A pesar de esta denominación, deportivamente compitió bajo la marca «Madrid 2012», al recibir el patrocinio de la candidatura olímpica madrileña. El Canoe cedió al nuevo club sus derechos de participación en la División de Honor, así como sus jugadores de categoría sénior, y el Liceo hizo lo propio con sus equipos sénior masculino (División de Honor B) y femenino. Ambos clubes conservaron sus categorías inferiores de rugby, que pasaron a funcionar como cantera de la nueva entidad. 
Deportivamente, la temporada 2001-02 supuso el debut en competición europea, la European Challenge Cup, donde fue claramente superado por los equipos franceses US Colomiers y Section Paloise, aunque logró plantar cara al Petrarca italiano. A pesar de la aportación de Sireli Bobo, máximo anotador de la División de Honor, el equipo no logró su principal objetivo de la temporada, ganar la liga española, aunque salvó el año conquistando la Copa del Rey, disputada en su feudo, con una destacada actuación de Andriy Kovalenco en la final ante el VRAC. Este título le permitió, además, volver disputar competiciones europeas la siguiente campaña.
La temporada 2002-03 el entrenador francés Eric Lamarque reemplazó a Carlos Bravo. El curso empezó con derrota en la Supercopa ante el MARU. En la liga volvió a quedar lejos del título (cuarto en División de Honor) pero logró conquistar su tercera Copa consecutiva. En competición internacional el UCM 2M12 empezó su periplo en la European Challenge Cup, donde no tuvo opción ante el Border Reivers de Escocia, que le superó ampliamente en la primera ronda (22-73 y 77-15). Tras esta derrota pasó a jugar el torneo de consolación, la European Shield, donde fue nuevamente apeado en la primera eliminatoria por el Ebbw Vale galés (37-16 y 16-38). Al finalizar la temporada 2002-03 el Liceo Francés se retiró del proyecto y sus jugadores abandonaron el equipo. 
La campaña 2003-04 el UCM 2M12 terminó la liga como subcampeón. En 2004 la entidad se trasladó a Pozuelo de Alarcón. La temporada 2004-05 José Antonio Barrio, "Yunque", substituyó a Lamarque como entrenador. Aunque terminó la liga en quinta posición, el equipo fue descalificado y descendido  a la División de Honor B. Esta situación coincidió con el fin del patrocinio de «Madrid 2012», tras ser derrotada la candidatura olímpica, y la desvinculación de la Universidad Complutense, quedando el Real Canoe como único club afiliado.

### Del UCM al CRC
Con la desvinculación de la UCM el club tuvo que cambiar su nombre. Se adoptó entonces la actual denominación CRC, siglas inspiradas en su origen histórico: Canoe Rugby Club. Así mismo, los uniformes recuperaron los tradicionales colores gualdiazules canoistas.
El paso del CRC Madrid Noroeste (nombre del equipo desde la temporada 2005-06) por la División de Honor B solo duró un año. El equipo se proclamó campeón de liga, venciendo en la final del torneo al Complutense Cisneros, y recuperó la categoría perdida un año antes. Este regreso a la élite marcó el inicio de una nueva edad dorada.

#### Vinculación con el Real Madrid (2007-08)
La temporada 2006-07 el CRC se convirtió en una de las grandes revelaciones de la División de Honor. A pesar de ser un recién ascendido, terminó la temporada como subcampeón de liga, solo superado por El Salvador, gran dominador del rugby español en esa época. Esa misma temporada inició contactos con el Real Madrid Club de Fútbol, que estaba estudiando recuperar su sección de rugby. Tras llegar a un primer acuerdo de colaboración, el CRC jugó la temporada 2007-08 bajo el patrocinio de bwin, espónsor también del Real Madrid, y utilizando la característica indumentaria blanca del club madridista.
Tras varios años sin títulos, el CRC volvió a alzarse con un título importante, tras cinco años de sequía, al vencer de forma sorprendente en la final de Copa al C.R. El Salvador  de Valladolid por 36-31.
Cuando a falta de pocos flecos de esponsorización para el acuerdo y la oficialización total del Real Madrid Rugby, se produjo la salida del club de Ramón Calderón, artífice de los progresos de negociación, y que sumió al club en una crisis institucional que paralizaron numerosas operaciones, entre las que se encontraba en proyecto del rugby que incluso había cambiado el nombre y los colores del equipo por el de BWIN Pozuelo Boadilla CRC y el blanco en referencia al Real Madrid C F., Con la llegada de Florentino Pérez al club en su segunda etapa como presidente, no se retomaron las negociaciones pasadas y finalmente el anhelo de ver de nuevo a la sección no llegó a materializarse.,

#### Del triplete al descenso en dos años (2008-2010)
Al año siguiente, la temporada 2008-2009 resultó histórica para el club alzándose con los títulos de Liga, Copa y la Supercopa de España, en donde sólo perdió un partido oficial frente la Unió Esportiva Santboiana. El equipo consiguió el triplete basando su juego en su línea de tres cuartos, completa de jugadores de gran calidad como César Sempere, Javier Canosa, Juan Cano, complementada por una delantera dura y trabajadora integrada por los internacionales Javier Salazar, Jon Insausti y Pablo Feijoo.
La temporada 2009-10 la plantilla del CRC sirvió de base para la formación del Olympus XV Madrid, un equipo formado por jugadores seleccionables españoles que compitió en la European Challenge Cup, con resultados poco positivos. La temporada regular tampoco resultó demasiado favorecedora para el club. Pese a que consiguió alzarse con la Supercopa de España al vencer en los dos duelos directos al Cajasol Ciencias, el rendimiento en liga fue bastante flojo acabando la competición a mitad de tabla con más derrotas que victorias.
El 27 de julio de 2010 el CRC Pozuelo Madrid anunció oficialmente la venta de su plaza en División de Honor al Pégamo Bera Bera para hacer frente a las importantes deudas económicas que sufría el club. En las temporada 2010/2011, y 2011/2012 el club jugó en el Grupo sur de División de Honor B.
En marzo de 2012 el CRC volvió a ascender a División de Honor, la cumbre del rugby español, al quedar primero de su grupo de la División de Honor B y luego ganar el playoff de ascenso al Bera Bera.

#### Vinculación con el Atlético de Madrid (2012-14)
La temporada 2012-13, coincidiendo con el regreso del CRC a la máxima categoría, el club llegó a un acuerdo de patrocinio por tres años con la agencia de marketing deportivo Santa Mónica Sports, poseedora de los derechos de explotación comercial de la marca Club Atlético de Madrid en el mundo del rugby. El CRC mantuvo su propia estructura de club, pero su primer equipo adoptó el nombre, los colores y el escudo del equipo colchonero, compitiendo en la División de Honor con la denominación Rugby Atlético de Madrid. Grupo Santa Mónica Sports contó además con el apoyo de su filial argentina para la captación de jóvenes talentos provenientes de la liga de rugby del país sudamericano. Fruto de esta colaboración aterrizaron en España tres jugadores: Renzo Gardonio, Francisco Rohrer y Javier Edgardo Braim.
En su primera temporada bajo patrocinio atlético, el equipo dirigido por Miguel Ángel "Miki" Puerta tuvo un rendimiento destacado en la División de Honor, alcanzando las semifinales de los play-off por el título, tras un sexto puesto en la fase regular. Esa misma temporada 2012-13 el equipo de rugby a 7, también bajo el nombre de Atlético de Madrid, se proclamó campeón en las Series Nacionales de Rugby a Siete.
Para el curso 2013-14 el Rugby Atlético de Madrid trasladó su actividad del Valle de la Cañas de Pozuelo al Centro Deportivo Gabriel Parellada de Tres Cantos, tras llegar a un acuerdo con el ayuntamiento de este municipio madrileño. José Antonio Barrio, "Yunque", tomó las riendas del equipo, que mejoró su clasificación en la liga con un quinto puesto, cayendo eliminado en los cuartos de final del play-off. Además volvió a participar en la Copa del Rey, tras varios años de ausencia, cayendo eliminado en los cuartos de final.
Tras dos temporadas de actividad del Rugby Atlético de Madrid, en agosto de 2014 el grupo Santa Mónica Sports rescindió el acuerdo de patrocinio con CRC, cuando aun quedaba un año de vigencia. De este modo, el primer equipo recuperó su denominación, su escudo y sus colores rojigualdos, y regresó a Pozuelo de Alarcón para la temporada 2014-15.

#### Historia reciente
Finalizada la vinculación con el Atlético de Madrid, el CRC Pozuelo logró mantenerse dos temporadas más en la máxima categoría, con una plantilla amateur repleta de jóvenes jugadores de su cantera, hasta descender la 2015-16. Desde entonces el club compite en la División de Honor B.
En febrero de 2018 firmó un acuerdo de patrocinio con la Universidad Francisco de Vitoria de Pozuelo, compitiendo como CRC Pozuelo - Universidad Francisco de Vitoria hasta la temporada 2019-20. 
Además, aparte del patrocinio, esa misma temporada se actualizo el escudo incluyendo "Pozuelo" demostrando su inclusión en el municipio desde hace años.

Escudo del CRC hasta la temporada 2017-2018.

#### Acuerdo CRC-CAU (2020-23)
El 15 de junio de 2020 el CRC Pozuelo y el CAU Madrid realizaron un acuerdo, pasando a competir bajo el nombre de Pozuelo Rugby Unión los equipos senior y el equipo Sub-23 de la plaza del Pozuelo, los equipos senior del CAU y las categorías inferiores de cada equipo conservaron sus nombres originales.
Durante el proyecto PRU junto al CAU, el equipo senior masculino consiguió el ansiando ascenso a División de Honor durante la temporada 2021-22,  además de mantener la categoría la siguiente temporada 2022-23. 
En junio de 2023 se anunció la ruptura del acuerdo entre CAU Madrid y CRC Pozuelo, donde el Pozuelo mantendría el nombre y cambiaría levemente los colores del escudo para los equipos del proyecto PRU. Aunque, estas secciones volverían a los colores tradicionales del CRC (azul y amarillo), eliminando el morado y el blanco que habían utilizado en algunas ocasiones en sus camisetas. 

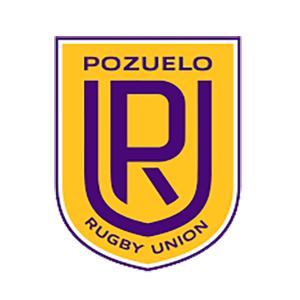
Escudo del Pozuelo Rugby Unión entre 2020-2023.

En la temporada 2023-24, ya sin la colaboración con el CAU Madrid, el equipo senior masculino mantuvo otro año la categoría y el senior femenino se proclamaron campeonas de la liga regular de la 1º División Regional de Madrid. En cuanto al equipo Sub-23, finalizaron la temporada como subcampeones de la Competición Nacional S23, perdiendo en la final frente al Complutense Cisneros. 
En la siguiente temporada, el equipo senior masculino volvería a luchar por la permanencia pero acabaría quedando penúltimo sin opción de jugar a promoción por los cambios en la estructura de ligas de la federación, por lo que descendería a la División de Honor Élite, que la conformaría junto al último de División de Honor, el Les Abelles, y los 8 equipos del Grupo Elite de la División de Honor B de rugby 2024-25.
El equipo senior femenino caería en semifinales frente al Universitario Bilbao Rugby en la fase de ascenso DHB femenina.
La temporada 2024-25 sería la última en la que el CRC Pozuelo Rugby utilizaría en sus equipos senior el nombre Pozuelo Rugby Unión.

## Organigrama Deportivo

### Plantilla 2025-2026
|                                 | Nombre             | Edad    | Posición      | Ult. Equipo               |
| ------------------------------- | ------------------ | ------- | ------------- | ------------------------- |
| Primeras líneas                 |                    |         |               |                           |
|                                 | Felipe Helman      | 29 años | Pilar         |                           |
|                                 | Liviu Fertu        | 36 años | Pilar         | Club Alcobendas Rugby     |
|                                 | Pedro González     | 26 años | Pilar         |                           |
|                                 | Cristian Moreno    | 21 años | Pilar         | Cantera                   |
|                                 | Josu Altuna        | 25 años | Pilar         | Cantera                   |
|                                 | Facundo Poncetta   | 33 años | Talonador     |                           |
|                                 | Pablo Gallego      | 28 años | Talonador     | Club Alcobendas Rugby     |
| Segundas líneas                 |                    |         |               |                           |
|                                 | Martín Albariña    | 29 años | Segunda línea |                           |
|                                 | Tomeu Fluxa        | 21 años | Segunda línea |                           |
|                                 | Álvaro Pérez       | 19 años | Segunda línea | Cantera                   |
| Terceras líneas                 |                    |         |               |                           |
|                                 | Rodrigo del Campo  | 27 años | Flanker       |                           |
|                                 | Adrian Sotomayor   | 24 años | Flanker       |                           |
|                                 | Jaime Ferrer       | 24 años | Flanker       | Cantera                   |
|                                 | Tomas Moraza       | 27 años | Flanker       |                           |
| Medio melés                     |                    |         |               |                           |
|                                 | Miguel Ibáñez      | 20 años | Medio melé    | Cantera                   |
|                                 | Aratz de Goicochea | 25 años | Medio melé    |                           |
| Aperturas y Centros             |                    |         |               |                           |
|                                 | Hugo Douglas       | 21 años | Apertura      |                           |
|                                 | Wayne Gardner      | 31 años | Apertura      | Industriales Rugby        |
|                                 | Mana Williams      | 29 años | Centro        | Club Alcobendas Rugby     |
|                                 | Jorge Ochoa        | 24 años | Centro        |                           |
|                                 | Luis Montoro       | 20 años | Centro        | Cantera                   |
|                                 | Iñigo Mazariegos   | 28 años | Centro        |                           |
| Alas y Zagueros                 |                    |         |               |                           |
|                                 | Jorge Elvira       | 27 años | Ala           | Club Alcobendas Rugby     |
|                                 | Javier Arraiza     | 18 años | Ala           | Club de Rugby El Salvador |
|                                 | Jorge Arbe         | 26 años | Ala           |                           |
|                                 | Pedro Arraiza      | 20 años | Zaguero       | Club de Rugby El Salvador |
|                                 | Jorge Garreta      | 19 años | Zaguero       | Cantera                   |
| Entrenador: Miguel Ángel Puerta |                    |         |               |                           |

### Cuerpo técnico actual
| - Entrenador: Miguel Ángel Puerta - Entrenador adjunto: Javier Salazar Lizarraga - Entrenador adjunto: Nacho Martínez | - Preparador físico: María Casado - Fisioterapeuta: José Javier Domingo - Médico: Dra. Carmen León - Médico: Dr. Luis Mazón - Delegado: Juan Mazariegos |

## Denominaciones
A lo largo de su historia, el CRC Pozuelo Rugby ha visto como el nombre del club variaba por diversas circunstancias hasta la denominación actual. A continuación se listan las distintas denominaciones de las que ha dispuesto el club a lo largo de su historia:
| Nombre                                                       | Años                 | Observaciones |
| ------------------------------------------------------------ | -------------------- | --- |
| Canoe Natación Club                                          | 1963-1983            | Creación como sección del Canoe Natación Club |
| Real Canoe Natación Club                                     | 1983-1999            | Por la concesión del Título Real otorgado por la Casa Real Española |
| UCM Canoe                                                    | 1999-2001            | También denominado Complutense Canoe. Por acuerdo de colaboración entre el Real Canoe y la Universidad Complutense (UCM) |
| UCM Madrid 2012                                              | 2001-2002            | Club de nueva creación (Club de Rugby UCM) impulsado por Real Canoe, CR Liceo Francés (hasta 2003) y UCM (hasta 2005), patrocinado por Madrid 2012                                                                           |
| UCM 2M12                                                     | 2002-2004            | Estilización de la marca patrocinadora, Madrid 2012 |
| CRC Pozuelo Madrid Noroeste                                  | 2005-2007            | Nuevo nombre tras desvincularse del club la UCM y Madrid 2012 |
| Bwin Pozuelo Boadilla CRC                                    | 2007-2008            | Por patrocinio de Bwin, tras acuerdo de colaboración con el Real Madrid |
| Club de Rugby CRC Pozuelo Madrid                             | 2008-2013            | |
| Rugby Atlético de Madrid                                     | 2012-2014            | Por patrocinio del Atlético de Madrid. Sólo el primer equipo masculino y rugby 7 |
| Club de Rugby CRC Pozuelo                                    | 2014-act.            | |
| Club de Rugby CRC Pozuelo - Universidad Francisco de Vitoria | 2018-2020            | Por patrocinio de la Universidad Francisco de Vitoria |
| Pozuelo Rugby Unión                                          | 2020-2023, 2023-2025 | Por acuerdo de colaboración entre el CRC Pozuelo y el CAU Madrid Rugby Club. En el año 2023, finaliza el acuerdo entre ambos clubes pero se mantiene hasta la temporada 2024-25 el nombre, el escudo fue levemente cambiado. |

## Uniforme
Los colores identificativos del CRC son el blanco, el amarillo y el azul, usados en distintas combinaciones. Estos colores son heredados del equipo de rugby del Real Canoe, que vestía camiseta a rayas horizontales amarillas y azules, con pantalón blanco. 
Mientras duró la vinculación con la Universidad Complutense y Madrid 2012 (1999-2005) el equipo vistió de encarnado. La temporada 2007-08, en la que recibió apoyo del Real Madrid, lució uniforme enteramente blanco. Por motivos de patrocinio del Club Atlético de Madrid de 2012 a 2014 abandonó sus históricos colores para identificarse con el característico rojiblanco atlético. En la actualidad luce el azul y el amarillo.
| Equipación años 2010 |

## Palmarés y datos estadísticos resumidos

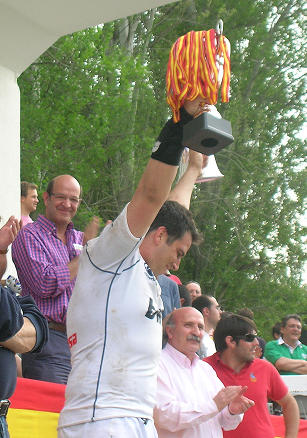
Diego Pérez levantando el título de campeón de la Copa del Rey en 2008.

El CRC Pozuelo Rugby se ha convertido gracias a su trayectoria en uno de los clubes más emblemáticos e históricos del panorama rugbístico. Con treinta y dos temporadas de comparecencia en la División de Honor, campeonato de liga y máxima categoría del rugby español, es el segundo equipo que más temporadas la ha disputado únicamente por detrás de la Unió Esportiva Santboiana, habiéndose perdido catorce de ellas de un total de cuarenta y seis desde que empezase a existir en la temporada 1969-70,
En la División de Honor, salió como campeón en cinco oportunidades y subcampeón en otras dos, donde destacan las tres primeras de ellas entre los años 1971 y 1973 al conquistarlas de manera consecutiva, siendo el único equipo en la historia de la liga que ha conseguido el tricampeonato. Su palmarés le sitúa como el quinto equipo más laureado de la competición tras los once títulos de VRAC, los nueve títulos del Club Deportivo Arquitectura, los ocho títulos del Club de Rugby El Salvador y los siete de la ya mencionada U. E. Santboiana, otros de los denominados equipos históricos del rugby español.
En cuanto a la Copa del Rey, la competición decana en el país, se sitúa como el tercer mejor equipo en el palmarés al haber logrado diez títulos de las ochenta y seis ediciones disputadas a lo largo de la historia, y diez de cincuenta desde la existencia del club consiguiendo levantar el título de Liga y Copa en la misma temporada en dos ocasiones en las temporadas 1971 y 2009. De nuevo la U. E. Santboiana con doce entorchados, y el F. C. Barcelona con dieciséis sobrepasan a la escuadra madrileña. Curiosamente, al igual que en el campeonato de liga, el equipo logró tres títulos consecutivos entre 2001 y 2003 siendo el quinto equipo que lo logra en la competición.
En la temporada 2009, bajo negociaciones con el Real Madrid Club de Fútbol, el club conquistó el triplete al ser vencedor de Liga, Copa, y de la Supercopa. Así pues, el club posee tres títulos honorífico de doblete (Liga-Copa, Liga-Copa Ibérica y Copa-Supercopa), más el triplete ya mencionado.
En la temporada 1980, y bajo su anterior denominación de Real Canoe N. C. le fue concedida al club la Placa de bronce por su decimoséptima temporada de actividad rugbística pese a que suele ser una distinción otorgada por la Federación Española de Rugby por veinticinco años de actividad.
Trayectoria del club desde su fundación en las distintas competiciones nacionales
| Categoría        | 26 | 25 | 24 | 23 | 22 | 21 | 20 | 19 | 18 | 17  | 16 | 15 | 14 | 13  | 12 | 11 | 10 | 09 | 08 | 07 | 06 | 05 | 04 | 03 | 02 | 01 | 00 | 99 | 98 | 97 | 96 | 95 | 94 | 93 | 92 | 91 | 90 | 89 | 88 | 87 | 86 | 85 | 84 | 83 | 82 | 81 | 80 | 79 | 78 | 77 | 76 | 75 | 74 | 73 | 72 | 71 | 70 | 69 | 68 | 67 | 66 | 65 | 64 | 63 |
| ---------------- | -- | -- | -- | -- | -- | -- | -- | -- | -- | --- | -- | -- | -- | --- | -- | -- | -- | -- | -- | -- | -- | -- | -- | -- | -- | -- | -- | -- | -- | -- | -- | -- | -- | -- | -- | -- | -- | -- | -- | -- | -- | -- | -- | -- | -- | -- | -- | -- | -- | -- | -- | -- | -- | -- | -- | -- | -- | -- | -- | -- | -- | -- | -- | -- |
| Div. Honor       |    | 11 | 10 | 9  |    |    |    | 12 | 8  | 6   | 6  |    |    | 5   | 1  | 3  | 2  |    | 5  | 2  | 4  | 3  | 6  | 1  | 4  | 3  | 6  | 5  |    |    |    | 12 | 10 | 9  | 4  | 8  |    |    |    |    |    | 2  | 2  | 5  | 5  |    | 7  | 4  | 4  | 3  | 1  | 1  | 1  | 3  |    |    |    |    |    |    |    |    |    |    |
| Div. Honor Élite | ?  |    |    |    |    |    |    |    |    |     |    |    |    |     |    |    |    |    |    |    |    |    |    |    |    |    |    |    |    |    |    |    |    |    |    |    |    |    |    |    |    |    |    |    |    |    |    |    |    |    |    |    |    |    |    |    |    |    |    |    |    |    |    |    |
| Div. Honor B     |    |    |    |    | 2  | 2  | 2  |    |    |     |    | 1  | 1  |     |    |    |    | 1  |    |    |    |    |    |    |    |    |    |    |    |    |    |    |    |    |    |    |    |    |    |    |    |    |    |    |    |    |    |    |    |    |    |    |    |    |    |    |    |    |    |    |    |    |    |    |
| 1ª Nacional      |    |    |    |    |    |    |    |    |    |     |    |    |    |     |    |    |    |    |    |    |    |    |    |    |    |    |    |    | 1  | 7  | 7  |    |    |    |    |    | 1  | 3  | 5  | 4  | 2  |    |    |    |    |    |    |    |    |    |    |    |    |    |    |    |    |    |    |    |    |    |    |    |
|                  |    |    |    |    |    |    |    |    |    |     |    |    |    |     |    |    |    |    |    |    |    |    |    |    |    |    |    |    |    |    |    |    |    |    |    |    |    |    |    |    |    |    |    |    |    |    |    |    |    |    |    |    |    |    |    |    |    |    |    |    |    |    |    |    |
| Copa             |    |    |    |    |    |    |    |    |    | ¹⁄₄ | G. |    |    | ¹⁄₄ | 1  | 1  |    |    |    |    | 1  | 1  | 1  |    | 2  | 2  |    |    |    |    |    |    |    |    |    | 2  |    |    |    |    |    |    | 2  |    |    |    |    |    |    | 1  |    |    | 1  | 1  |    |    |    | 1  |    | 1  |    |    |    |    |
| Supercopa        |    |    |    |    |    |    |    |    |    |     |    |    |    |     | 1  | 1  |    |    |    |    |    |    |    |    |    |    |    |    |    |    |    |    |    |    |    |    |    |    |    |    |    |    |    |    |    |    |    |    |    |    |    |    |    |    |    |    |    |    |    |    |    |    |    |    |
| Copa Ibérica     |    |    |    |    |    |    |    |    |    |     |    |    |    |     |    |    | 3  |    |    |    |    |    |    | 1  |    |    |    |    |    |    |    |    |    |    |    |    |    |    |    |    |    |    |    |    |    |    |    |    |    |    |    |    | 2  |    |    |    | 1  |    | 1  |    |    | 1  |    |    |

La Primera Nacional existió desde la temporada 1972-73 hasta la 2013-14. La División de Honor "B" existe desde la temporada 1998-99. Antes de crearse la División de Honor B, la Primera Nacional era la 2ª División del rugby español. En las temporadas 1978-79, 1979-80, 1980-81 y 1981-82, el formato del torneo dejó de ser el habitual de una liga para pasar a ser un formato de 4 grupos de hasta 8 equipos cada uno, cuyos campeones se disputaban al final de la temporada el campeonato en 2 semifinales y una final. En color rojo se indica la posición del grupo correspondiente.

### Palmarés del primer equipo
Nota: Incluidas los torneos y logros conquistados bajo la anterior denominación de Real Canoe Natación Club.

### Torneos nacionales
- Placa de Bronce de la Federación Española de Rugby por 17 años de actividad en 1980.

Bajo la anterior denominación de Real Canoe Natación Club.
- 5 División de Honor: 1971, 1972, 1973, 2000, 2009.

2 Subcampeonatos: 2004, 2007.
- 4 División de Honor "B": 2006, 2011, 2012, 2022.

- 2 Primera Nacional: 1987, 1995.

1 Subcampeonato: 1983.
- 10 Copas del Rey:  1964, 1966, 1970, 1971, 1974, 2001, 2002, 2003, 2008, 2009.

4 Subcampeonatos: 1981, 1988, 1998, 1999.
- 2 Supercopas de España: 2008, 2009.

### Torneos internacionales
- 3 Copas Ibéricas: 1965, 1967, 2000.

1 Subcampeonato: 1971.